# Kdo přežije: Cookovy ostrovy
Kdo přežije: Cookovy ostrovy (v anglickém originále Survivor: Cook Islands) je v pořadí třináctá sezóna americké reality show Kdo přežije. Není to poprvé, co nám je představeno 20 soutěžících, ale je to poprvé, co se všech 20 soutěžících zapojí do hry. Kmeny jsou předem určeny, a to podle etnického původu. Vítěz série Yul Kwon těsně porazil ve finále Ozzyho Lustha a Becky Lee počtem hlasů 5-4-0. Tři soutěžící se stanou členy kmene Malakal alias favorité ve hvězdné sérii Kdo přežije: Mikronésie (fanoušci vs. favorité). Jsou to Ozzy Lusth, Parvati Shallow a Jonathan Penner. Parvati Shallow a Candice Woodcock reprezentují Cookovy ostrovy ještě ve hvězdné All stars sérii Kdo přežije: Hrdinové proti padouchům.

## Poloha natáčení
V pořadí třináctá série se natáčela na Cookových ostrovech. Tato skupina 15 ostrovů leží v Tichém oceánu a má souhrnnou plochu ostrovů 240 kilometrů čtverečních, ovšem celková plocha Cookových ostrovů zabírá 1 800 000 kilometrů čtverečních oceánu. Ostrov, na kterém probíhalo natáčení se jmenuje Aitutaki a leží severně od hlavního ostrova Rarotonga.

## Základní informace
| Počet dní:             | 39                                         |
| Počet trosečníků:      | 20                                         |
| Počet kmenů:           | 4                                          |
| Počet finalistů:       | 3                                          |
| Tajné imunity:         | Ano                                        |
| Vítěz:                 | Yul Kwon (5-4-0)                           |
| Lokalita natáčení:     | Aitutaki, Rarotonga                        |
| Země:                  | Cookovy ostrovy                            |
| Natáčení začalo:       | červen 2006                                |
| Natáčení skončilo:     | srpen 2006                                 |
| Vysíláno v USA:        | podzim 2006                                |
| Fanoušci vs. favorité: | Ozzy Lusth Parvati Shallow Jonathan Penner |
| Hrdinové vs. Zloduši:  | Parvati Shallow Candice Woodcock           |
| Jižní Pacifik:         | Ozzy Lusth                                 |
| Předchozí řada:        | Kdo přežije: Panama                        |
| Následující řada:      | Kdo přežije: Fidži                         |

## Soutěžící

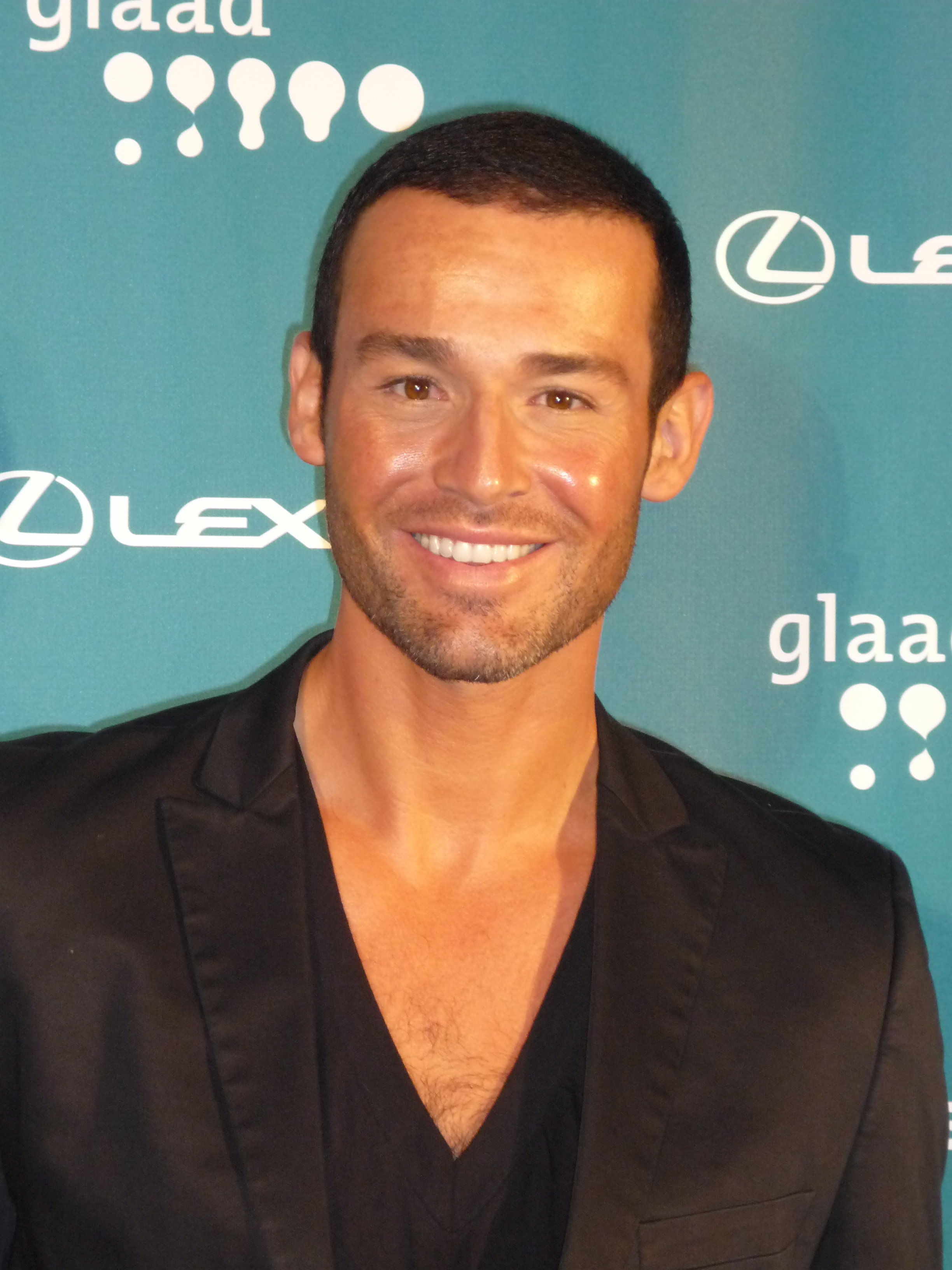
J. P. Calderon skončil na sedmnáctém místě

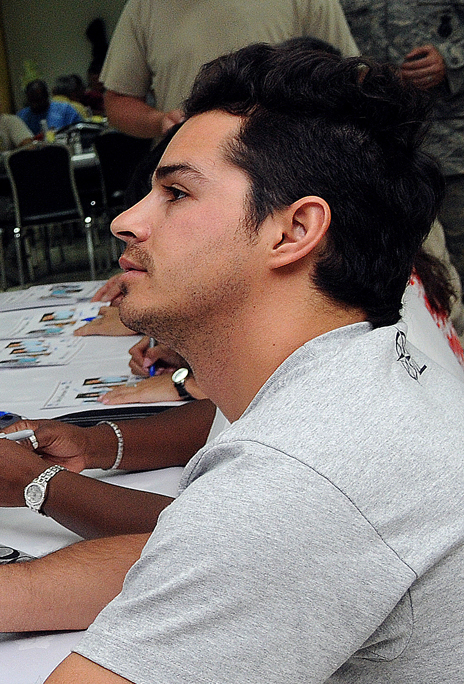
Ozzy Lusth, skončil na druhém místě

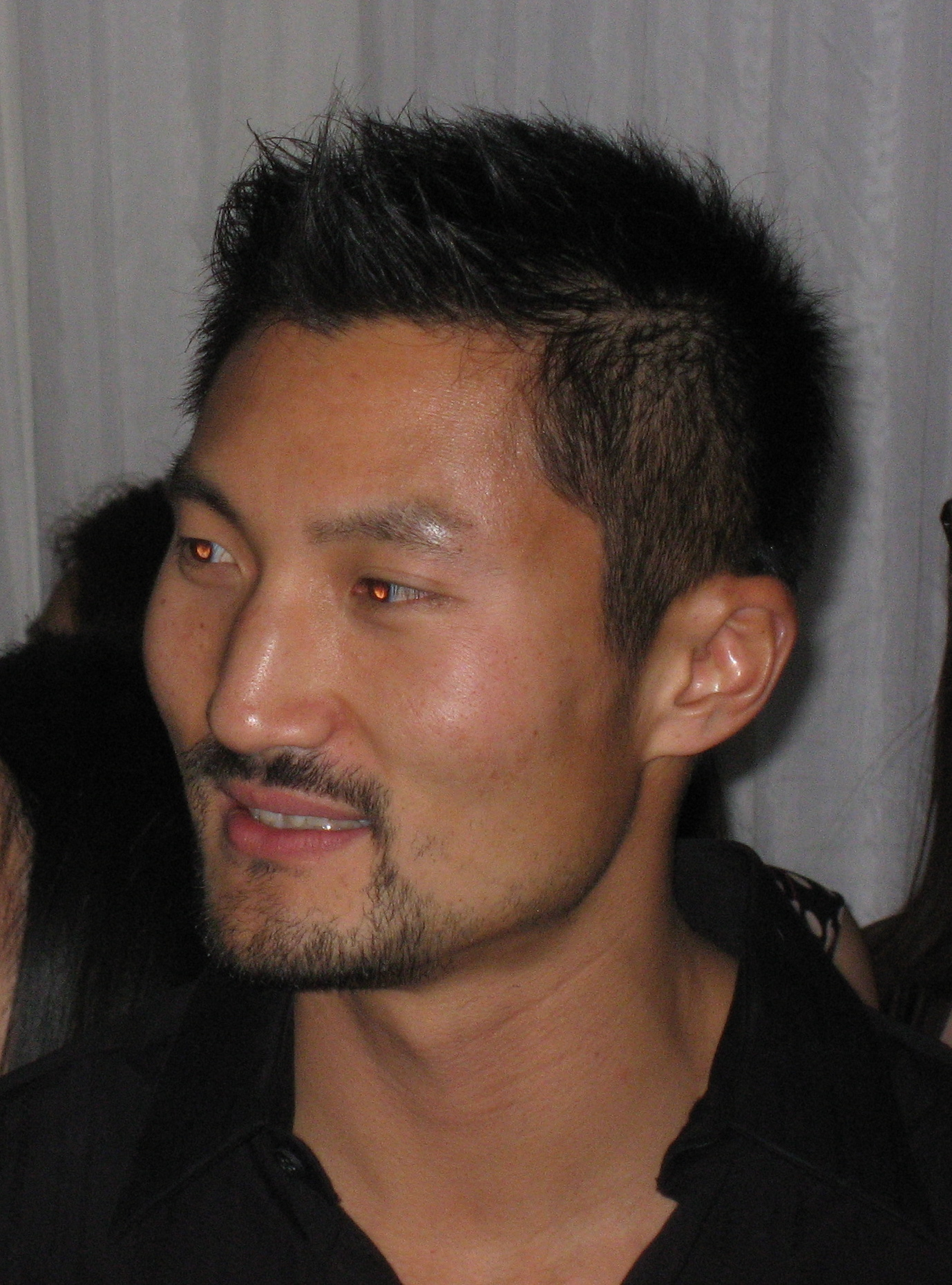
Yul Kwon, vítěz Kdo přežije: Cookovy ostrovy

Na Cookových ostrovech se poprvé v historii Kdo přežije rozdělili soutěžící do 4 kmenů podle etnického původu. Kmen Aitutaki (červení) zastupovali Hispánci, kmen Rarotonga (modří) zastupovali běloši, kmen Manihiki (žlutí) byli zástupci Afroameričanů a kmen Puka Puka (zelení) bylo zastoupeno Asiaty. Toto rozdělení rozdělilo diváky na dvě skupiny, jedné skupině vadilo rozdělení podle etnik, druhá zase změnu uvítala.
V této sérii se poprvé v historii Kdo přežije na finálové kmenové radě sešli rovnou tři soutěžící místo obvyklých dvou. 
Někteří soutěžící této řady se objeví i v dalších sezónách (Kdo přežije: Mikronésie a Kdo přežije: Hrdinové vs. Zloduši)
| Soutěžící                                     | Původní kmen | Smíšený kmen | Po Vzpouře | Sloučený kmen | Skončil                            | Konečný počet hlasů |
| --------------------------------------------- | ------------ | ------------ | ---------- | ------------- | ---------------------------------- | ------------------- |
| Sekou Bunch 45, Los Angeles, CA               | Manihiki     |              |            |               | 1. vyřazený Den 3                  | 3                   |
| Billy Garcia 36, New York, NY                 | Aitutaki     |              |            |               | 2. vyřazený Den 6                  | 4                   |
| Cecilia Mansilla 29, Thousand Oaks, CA        | Aitutaki     | Aitutaki     |            |               | 3. vyřazená Den 8                  | 5                   |
| J.P. Calderon 30, Diamond Bar, CA             | Aitutaki     | Rarotonga    |            |               | 4. vyřazený Den 11                 | 7                   |
| Stephannie Favor 35, Columbia, SC             | Manihiki     | Rarotonga    |            |               | 5. vyřazená Den 14                 | 9                   |
| Anh-Tuan "Cao Boi" Bui 42, Christiansburg, VA | Puka Puka    | Aitutaki     |            |               | 6. vyřazený Den 15                 | 6                   |
| Cristina Coria 35, Los Angeles, CA            | Aitutaki     | Rarotonga    |            |               | 7. vyřazená Den 15                 | 5                   |
| Jessica Smith 27, Chico, CA                   | Rarotonga    | Aitutaki     |            |               | 8. vyřazená Den 18                 | 6                   |
| Brad Virata 29, Los Angeles, CA               | Puka Puka    | Rarotonga    | Rarotonga  |               | 9. vyřazený 1. člen poroty Den 21  | 7                   |
| Rebecca Borman 34, Laurelton, NY              | Manihiki     | Rarotonga    | Rarotonga  |               | 10. vyřazená 2. člen poroty Den 24 | 6                   |
| Jenny Guzon-Bae 36, Lake Forest, IL           | Puka Puka    | Rarotonga    | Rarotonga  |               | 11. vyřazená 3. člen poroty Den 24 | 6                   |
| Nate Gonzalez 26, Los Angeles, CA             | Manihiki     | Rarotonga    | Rarotonga  | Aitutonga     | 12. vyřazený 4. člen poroty Den 27 | 5                   |
| Candice Woodcock 23, Fayetteville, NC         | Rarotonga    | Aitutaki     | Rarotonga  | Aitutonga     | 13. vyřazená 5. člen poroty Den 30 | 6                   |
| Jonathan Penner 44, Los Angeles, CA           | Rarotonga    | Aitutaki     | Rarotonga  | Aitutonga     | 14. vyřazený 6. člen poroty Den 33 | 15                  |
| Parvati Shallow 23, Los Angeles, CA           | Rarotonga    | Rarotonga    | Rarotonga  | Aitutonga     | 15. vyřazená 7. člen poroty Den 36 | 4                   |
| Adam Gentry 28, San Diego, CA                 | Rarotonga    | Rarotonga    | Rarotonga  | Aitutonga     | 16. vyřazený 8. člen poroty Den 37 | 5                   |
| Sundra Oakley 31, Los Angeles, CA             | Manihiki     | Aitutaki     | Aitutaki   | Aitutonga     | 17. vyřazená 9. člen poroty Den 38 | 6                   |
| Becky Lee 28, Washington, D.C.                | Puka Puka    | Aitutaki     | Aitutaki   | Aitutonga     | 3. místo                           | 5                   |
| Ozzy Lusth 25, Fresno, CA                     | Aitutaki     | Aitutaki     | Aitutaki   | Aitutonga     | 2. místo                           | 1                   |
| Yul Kwon 31, San Mateo, CA                    | Puka Puka    | Aitutaki     | Aitutaki   | Aitutonga     | Poslední přeživší                  | 5                   |

## Soutěže
| 1. "I Can Forgive Her But I Don't Have To Because She Screwed With My Chickens" | 14. září, 2006      | Puka Puka               | Puka Puka     | Jonathan      | Sekou        | 3-2          | 1. vyřazený Den 3                  |              |              |              |              |
| 1. "I Can Forgive Her But I Don't Have To Because She Screwed With My Chickens" | 14. září, 2006      | Aitutaki                |               | Jonathan      | Sekou        | 3-2          | 1. vyřazený Den 3                  |              |              |              |              |
| 1. "I Can Forgive Her But I Don't Have To Because She Screwed With My Chickens" | 14. září, 2006      | Rarotonga               |               | Jonathan      | Sekou        | 3-2          | 1. vyřazený Den 3                  |              |              |              |              |
| 2. "Dire Strengths and Dead Weight"                                             | 21. září, 2006      | Puka Puka               | Puka Puka     | Yul           | Billy        | 4-1          | 2. vyřazený Den 6                  |              |              |              |              |
| 2. "Dire Strengths and Dead Weight"                                             | 21. září, 2006      | Rarotonga               |               | Yul           | Billy        | 4-1          | 2. vyřazený Den 6                  |              |              |              |              |
| 2. "Dire Strengths and Dead Weight"                                             | 21. září, 2006      | Manihiki                |               | Yul           | Billy        | 4-1          | 2. vyřazený Den 6                  |              |              |              |              |
| 3. "Flirting and Frustration"                                                   | 28. září, 2006      | Nebyla                  | Rarotonga     | Candice       | Cecilia      | 5–3          | 3. vyřazená Den 8                  |              |              |              |              |
| 4."Ruling the Roost"                                                            | 5. října, 2006      | Aitutaki                | Aitutaki      | Adam          | J.P.         | 7–2          | 4. vyřazený Den 11                 |              |              |              |              |
| 5. "Don't Cry Over Spilled Octopus"                                             | 12. října, 2006     | Rarotonga               | Aitutaki      | Jonathan      | Stephannie   | 7–1          | 5. vyřazená Den 14                 |              |              |              |              |
| 6. "Plan Voodoo"                                                                | 19. října, 2006     | Aitutaki                | Nate          | Nikdo         | Cao Boi      | 6–1–1        | 6. vyřazený Den 15                 |              |              |              |              |
| 6. "Plan Voodoo"                                                                | 19. října, 2006     | Aitutaki                | Nate          | Nikdo         | Cristina     | 4–2          | 7. vyřazená Den 15                 |              |              |              |              |
| "A Closer Look"                                                                 | 26. října, 2006     | Rekapitulace            | Rekapitulace  | Rekapitulace  | Rekapitulace | Rekapitulace | Rekapitulace                       | Rekapitulace | Rekapitulace | Rekapitulace | Rekapitulace |
| 7. "Why Aren't You Swimming?!"                                                  | 2. listopadu, 2006  | Aitutaki                | Rarotonga     | Adam          | Jessica      | 6–1          | 8. vyřazená Den 18                 |              |              |              |              |
| 8. "Mutiny"                                                                     | 9. listopadu, 2006  | Aitutaki                | Aitutaki      | Candice       | Brad         | 7–1          | 9. vyřazený 1. člen poroty Den 21  |              |              |              |              |
| 9. "People That You Like Want To See You Suffer"                                | 16. listopadu, 2006 | Aitutaki                | Aitutaki      | Candice       | Rebecca      | 6–1          | 10. vyřazená 2. člen poroty Den 24 |              |              |              |              |
| 9. "People That You Like Want To See You Suffer"                                | 16. listopadu, 2006 | Aitutaki                | Aitutaki      | Candice       | Jenny        | 4-2          | 11. vyřazená 3. člen poroty Den 24 |              |              |              |              |
| 10. "Why Would You Trust Me?"                                                   | 23. listopadu, 2006 | Nebyla                  | Ozzy          | Nikdo         | Nate         | 5–4          | 12. vyřazený 4. člen poroty Den 27 |              |              |              |              |
| 11. "You're a Rat..."                                                           | 30. listopadu, 2006 | Aukce                   | Adam          | Candice       | Candice      | 5–3          | 13. vyřazená 5. člen poroty Den 30 |              |              |              |              |
| 12. "Arranging a Hit"                                                           | 7. prosince, 2006   | Parvati, [Adam, Sundra] | Ozzy          | Jonathan      | Jonathan     | 6–1          | 14. vyřazený 6. člen poroty Den 33 |              |              |              |              |
| 13. "I Have the Advantage...For Once"                                           | 14. prosince, 2006  | Ozzy                    | Ozzy          | Adam          | Parvati      | 4–2          | 15. vyřazená 7. člen poroty Den 36 |              |              |              |              |
| 13. "I Have the Advantage...For Once"                                           | 14. prosince, 2006  | Parvati                 | Ozzy          | Adam          | Parvati      | 4–2          | 15. vyřazená 7. člen poroty Den 36 |              |              |              |              |
| 13. "I Have the Advantage...For Once"                                           | 14. prosince, 2006  | Yul                     | Ozzy          | Adam          | Parvati      | 4–2          | 15. vyřazená 7. člen poroty Den 36 |              |              |              |              |
| 14. "This Tribe Will Self-Destruct in 5, 4, 3..."                               | 17. prosince, 2006  | Nebyla                  | Ozzy          | Nikdo         | Adam         | 4–1          | 16. vyřazený 8. člen poroty Den 37 |              |              |              |              |
| 14. "This Tribe Will Self-Destruct in 5, 4, 3..."                               | 17. prosince, 2006  | Nebyla                  | Ozzy          | Nikdo         | Sundra       | 2–2          | 17. vyřazená 9. člen poroty Den 38 |              |              |              |              |
| "Reunion"                                                                       | 17. prosince, 2006  | Hlasy porotců           | Hlasy porotců | Hlasy porotců | Becky        | 5–4–0        | 3. místo                           |              |              |              |              |
| "Reunion"                                                                       | 17. prosince, 2006  | Hlasy porotců           | Hlasy porotců | Hlasy porotců | Ozzy         | 5–4–0        | 2. místo                           |              |              |              |              |
| "Reunion"                                                                       | 17. prosince, 2006  | Hlasy porotců           | Hlasy porotců | Hlasy porotců | Yul          | 5–4–0        | Poslední přeživší                  |              |              |              |              |

## Historie hlasování
|             | Originální kmeny | Originální kmeny | Smíšené kmeny     | Smíšené kmeny  | Smíšené kmeny        | Smíšené kmeny     | Smíšené kmeny      | Smíšené kmeny     | Vzpoura        | Vzpoura           | Vzpoura         | Sloučený kmen  | Sloučený kmen     | Sloučený kmen      | Sloučený kmen     | Sloučený kmen  | Sloučený kmen    |  |
| ----------- | ---------------- | ---------------- | ----------------- | -------------- | -------------------- | ----------------- | ------------------ | ----------------- | -------------- | ----------------- | --------------- | -------------- | ----------------- | ------------------ | ----------------- | -------------- | ---------------- |  |
| Epizoda #:  | 1                | 2                | 3                 | 4              | 5                    | 6                 | 6                  | 7                 | 8              | 9                 | 9               | 10             | 11                | 12                 | 13                | 14             | 14               |  |
| Vyloučen/a: | Sekou 3/5 hlasů  | Billy 4/5 hlasů  | Cecilia 5/8 hlasů | J.P. 7/9 hlasů | Stephannie 7/8 hlasů | Cao Boi 6/8 hlasů | Cristina 4/6 hlasů | Jessica 6/7 hlasů | Brad 7/8 hlasů | Rebecca 6/7 hlasů | Jenny 4/6 hlasů | Nate 5/9 hlasů | Candice 5/8 hlasů | Jonathan 6/7 hlasů | Parvati 4/6 hlasů | Adam 4/5 hlasů | Sundra 2/4 hlasů |  |
| Hráč        | Hlasy            | Hlasy            | Hlasy             | Hlasy          | Hlasy                | Hlasy             | Hlasy              | Hlasy             | Hlasy          | Hlasy             | Hlasy           | Hlasy          | Hlasy             | Hlasy              | Hlasy             | Hlasy          | Hlasy            |  |
| Yul         |                  |                  | Cecilia           |                |                      | Cao Boi           |                    | Jessica           |                |                   |                 | Nate           | Candice           | Jonathan           | Parvati           | Adam           | Sundra           |  |
| Ozzy        |                  | Billy            | Becky             |                |                      | Cao Boi           |                    | Jessica           |                |                   |                 | Nate           | Candice           | Jonathan           | Parvati           | Adam           | Becky            |  |
| Becky       |                  |                  | Cecilia           |                |                      | Cao Boi           |                    | Jessica           |                |                   |                 | Nate           | Candice           | Jonathan           | Parvati           | Adam           | Sundra           |  |
| Sundra      | Sekou            |                  | Becky             |                |                      | Cao Boi           |                    | Jessica           |                |                   |                 | Nate           | Candice           | Jonathan           | Parvati           | Adam           | Becky            |  |
| Adam        |                  |                  |                   | J.P.           | Stephannie           |                   | Cristina           |                   | Brad           | Rebecca           | Jenny           | Yul            | Jonathan          | Jonathan           | Sundra            | Yul            |                  |  |
| Parvati     |                  |                  |                   | J.P.           | Stephannie           |                   | Cristina           |                   | Brad           | Rebecca           | Jenny           | Yul            | Jonathan          | Jonathan           | Sundra            |                |                  |  |
| Jonathan    |                  |                  | Cecilia           |                |                      | Cao Boi           |                    | Jessica           | Brad           | Rebecca           | Jenny           | Nate           | Candice           | Adam               |                   |                |                  |  |
| Candice     |                  |                  |                   |                |                      | Cao Boi           |                    | Jessica           | Brad           | Rebecca           | Jenny           | Yul            | Jonathan          |                    |                   |                |                  |  |
| Nate        | Sundra           |                  |                   | Stephannie     | Stephannie           |                   |                    |                   | Brad           | Rebecca           | Jonathan        | Yul            |                   |                    |                   |                |                  |  |
| Jenny       |                  |                  |                   | J.P.           | Stephannie           |                   | Cristina           |                   | Brad           | Rebecca           | Jonathan        |                |                   |                    |                   |                |                  |  |
| Rebecca     | Sekou            |                  |                   | J.P.           | Stephannie           |                   | Cristina           |                   | Brad           | Jonathan          |                 |                |                   |                    |                   |                |                  |  |
| Brad        |                  |                  |                   | J.P.           | Stephannie           |                   | Jenny              |                   | Jonathan       |                   |                 |                |                   |                    |                   |                |                  |  |
| Jessica     |                  |                  | Cecilia           |                |                      | Jonathan          |                    | Jonathan          |                |                   |                 |                |                   |                    |                   |                |                  |  |
| Cristina    |                  | Billy            |                   | J.P.           | Stephannie           |                   | Jenny              |                   |                |                   |                 |                |                   |                    |                   |                |                  |  |
| Cao Boi     |                  |                  | Cecilia           |                |                      | Candice           |                    |                   |                |                   |                 |                |                   |                    |                   |                |                  |  |
| Stephannie  | Sekou            |                  |                   | J.P.           | Cristina             |                   |                    |                   |                |                   |                 |                |                   |                    |                   |                |                  |  |
| J.P.        |                  | Billy            |                   | Stephannie     |                      |                   |                    |                   |                |                   |                 |                |                   |                    |                   |                |                  |  |
| Cecilia     |                  | Billy            | Becky             |                |                      |                   |                    |                   |                |                   |                 |                |                   |                    |                   |                |                  |  |
| Billy       |                  | Ozzy             |                   |                |                      |                   |                    |                   |                |                   |                 |                |                   |                    |                   |                |                  |  |
| Sekou       | Sundra           |                  |                   |                |                      |                   |                    |                   |                |                   |                 |                |                   |                    |                   |                |                  |  |

| Volba poroty | Volba poroty    | Volba poroty   | Volba poroty  |
| ------------ | --------------- | -------------- | ------------- |
| Finalista:   | Becky 0/9 hlasů | Ozzy 4/9 hlasů | Yul 5/9 hlasů |
| Porotce      | Hlasy           | Hlasy          | Hlasy         |
| Sundra       |                 |                | Yul           |
| Adam         |                 |                | Yul           |
| Parvati      |                 | Ozzy           |               |
| Jonathan     |                 |                | Yul           |
| Candice      |                 |                | Yul           |
| Nate         |                 | Ozzy           |               |
| Jenny        |                 | Ozzy           |               |
| Rebecca      |                 | Ozzy           |               |
| Brad         |                 |                | Yul           |